# 蓝调天后
《蓝调天后》是2020年美国剧情片，由乔治·C·沃尔夫执导，鲁宾·圣地亚哥-哈德森编剧，改编自奥古斯特·威尔逊创作的同名戏剧。故事发生在1920年代的芝加哥，讲述了蓝调歌手玛·雷尼暗流涌动的歌曲录制过程。
影片由丹泽尔·华盛顿、托德·布莱克和丹尼·沃夫担任制片人，维奥拉·戴维斯、查德維克·博斯曼、格林·特曼、科尔曼·多明戈和迈克尔·波茨出演，原本隶属于华盛顿与HBO签约制作的十部影片，2013年随他的作品《藩籬》一同公布，其后转移到Netflix，2019年在匹兹堡投入拍摄。
影片于2020年11月25日在部分剧院上映，12月18日登陆Netflix。该片获影评人普遍好评，戴维斯和博斯曼的表演、服装设计及影片所传递的价值获认可。影片获美国电影学会选为2020年十佳电影；获第93屆奧斯卡金像獎最佳女主角奖和最佳男主角等五项提名，收获其中最佳服装设计和最佳化妆与发型设计两项大奖；获有色人种进步协会形象奖最佳电影等九项提名；获评论家选择电影奖八项提名；获第27届美国演员工会奖三项提名。戴维斯和博斯曼凭借杰出的表演，获第78届金球奖提名，最终博斯曼获追授最佳戲劇類電影男主角。

## 剧情
1927年7月2日，享誉盛名的蓝调歌手玛·雷尼最近和白人制作人签订合约。经纪人欧文安排他去芝加哥的派拉蒙录音棚录歌。伴奏的佐治亚爵士乐队（Gegorgia Jazz Band）成员托莱多、卡特勒和慢拖准时到场，唯独不见玛，急坏了制作人梅尔·斯图戴文。乐队号手莱维·格林后来到场，自负的他拿出个人原创的曲调，希望能够脱离雷尼，给自己要到一份唱片合约，但其他成员不同意这样做。
一个小时后，姗姗来迟的雷尼带着女友达茜·梅和侄子西尔维斯特到场。雷尼要求斯图戴文安排西尔维斯特在专辑的开头说开场白，帮他克服口吃的坏习惯。最终，一行人把《玛·蕾妮的黑臀舞》这首歌录了好几遍，都不太满意。
雷尼见欧文没把她的可口可乐带过来，安排慢拖和西尔维斯特去给她买一瓶，录音就此打断。雷尼向卡特勒抱怨她的白人老板介意她的种族，不把她当人看，得到卡特勒认同。她告诉卡特勒，说不会拿自己的作品作过分的要求，但希望想要做的事情能得到批准。与此同时，莱维和达茜·梅在排练室做爱。
一行人录完全部歌曲，才发现線路出了故障，声音没有被录下来。乐队责怪莱维顾着看达茜，出了差错，双方吵了起来。笃信宗教的卡特勒上前调解，说他认识一位牧师，那位牧师有一次等火车，被白人强迫跳舞，又撕烂他的圣经。莱维没理会这个故事，说上帝好歹也关心黑人兄弟，但他不关心。卡特勒怒火中烧，打了莱维，莱维挥动匕首自卫。
最终乐队录完歌曲，但雷尼没过多久就解雇了莱维，说他的野心害了乐队。莱维之后拿自己的歌曲见斯图戴文，斯图戴文只是把这首歌买下来，说这歌不适合黑人歌手，这让他非常崩溃。之后托莱多不小心踩了他的鞋，他一气之下用匕首刺中托莱多的后背，托莱多当场毙命。卡特勒和慢拖见状，慌忙逃跑，而莱维非常懊恼，用手臂抱住托莱多的尸体。后来，斯图戴文安排全白人乐队录制莱维的歌。

## 阵容
- 查德維克·博斯曼 饰 莱维·格林（Levee Green）
- 维奥拉·戴维斯 饰 玛·雷尼
- 格林·特曼（英语：Glynn Turman） 饰 托莱多（Toledo）
- 科尔曼·多明哥（英语：Colman Domingo） 饰 卡特勒（Cutler）
- 迈克尔·波茨（英语：Michael Potts (actor)） 饰 慢拖（Slow Drag）
- 乔尼·科恩（英语：Jonny Coyne） 饰 梅尔·斯图戴文（Mel Sturdyvant）
- 泰勒·佩奇（英语：Taylour Paige） 饰 达茜·梅（Dussie Mae）
- 杰里米·沙莫斯（英语：Jeremy Shamos） 饰 欧文（Irvin）
- 杜尚·布朗（Dusan Brown）饰 西尔维斯特（Sylvester）
- 约书亚·哈托（英语：Joshua Harto） 饰 警察

## 制作
丹泽尔·华盛顿最初与电视台HBO签订协议，将奥古斯特·威尔逊的九部剧作改编成电影，《蓝调天后》就是其中一部。2019年6月，协议转至Netflix。维奥拉·戴维斯、查德維克·博斯曼、格林·特曼、科尔曼·多明戈和迈克尔·波兹出演，乔治·C·沃尔夫执导。2019年7月，泰勒·佩奇、乔尼·科恩、杰里米·沙莫斯和杜尚·布朗加入剧组。玛克西恩·刘易斯演唱戴维斯为雷尼演唱的大部分歌曲。
2019年7月8日，摄制工作在匹兹堡进行，片场改造成1927年的芝加哥。2019年8月16日杀青。
主演博斯曼在影片后期阶段的2020年8月去世，该片因此成了他的遗作，影片有向他致敬的画面。

## 发行
影片于2020年11月25日在指定影院上映，12月18日登陆Netflix。幕后纪录片《蓝调天后：传奇再现》（Ma Rainey's Black Bottom: A Legacy Brought to Screen）同步上线。上线首周末，影片成为该站观看次数最多的影片。

## 评价

### 专业评价
汇总媒体烂番茄收录评论283条，打出98%的新鲜度，平均得分8.2/10。网站共识写道：“在两位主角精彩演绎的加持下，《蓝调天后》深情致敬了一位蓝调传奇及整个黑人文化。”Metacritic收录46条评论，平均分87/100，表示“普遍好评”。
《洛杉矶时报》专栏作家贾斯汀·张表示：“整个职业生涯都保持高风亮节的博斯曼拒绝淡化影片的主旨，愤怒和苦痛驱使下，他将不完整的灵魂乐天赋，赐给了这位闷闷不乐、伤心难过的男士，让他为音乐投入更多真情实感。博斯曼在荧幕上的最后岁月，是他最黑暗的时刻，也是最美好的。”IndieWire埃里克·科恩（Eric Kohn）打出“B”评级，赞扬博斯曼和戴维斯的表演：“《蓝调天后》如果能收敛一下威尔逊咿咿呀呀的对白，还有跟音乐并驾齐驱的爵士节奏，就会是一部更让人感同身受的作品。归根结底，影片可以归纳为一场坚定的复兴，没有堆砌夺人眼球的桥段。”
ABC新闻电影评论彼得·崔維斯指出：“戴维斯扮演了现实生活中的玛·雷尼，被封为‘蓝调之母’的乔治亚歌手。博斯曼全身心投入到莱维这个角色，这个头脑发热的小号手将吹给玛女士的号角声，深锁在破旧的芝加哥录音棚，花钱租下这个地方，遵照白人上司的旨意创作音乐。那是在1927年。但在种族关系剑拔弩张的当下，这部影片来得可谓非常及时。”

### 荣誉
| 大奖                       | 典礼日前       | 奖项                       | 获得者 | 结果 | 参考          |
| -------------------------- | -------------- | -------------------------- | --- | ---- | ------------- |
| 澳洲影視藝術學院國際獎     | 2021年3月7日   | 最佳電影男主角             | 查德維克·博斯曼 | 獲獎 | [ 20 ]        |
| 澳洲影視藝術學院國際獎     | 2021年3月7日   | 最佳電影女主角             | 维奥拉·戴维斯 | 提名 | [ 20 ]        |
| 美国退休人员协会成人电影奖 | 2021年3月28日  | 最佳女主角                 | 维奥拉·戴维斯 | 提名 | [ 21 ]        |
| 美国退休人员协会成人电影奖 | 2021年3月28日  | 最佳导演                   | 乔治·C·沃尔夫 | 提名 | [ 21 ]        |
| 美国退休人员协会成人电影奖 | 2021年3月28日  | 最佳编剧                   | 鲁宾·圣地亚哥-哈德森 | 提名 | [ 21 ]        |
| 美国退休人员协会成人电影奖 | 2021年3月28日  | 最佳时间胶囊               | 《蓝调天后》 | 提名 | [ 21 ]        |
| 美国退休人员协会成人电影奖 | 2021年3月28日  | 最佳群戏                   | 《蓝调天后》剧组 | 提名 | [ 21 ]        |
| 奥斯卡金像奖               | 2021年4月25日  | 最佳男主角                 | 查德维克·博斯曼 | 提名 | [ 22 ]        |
| 奥斯卡金像奖               | 2021年4月25日  | 最佳女主角                 | 维奥拉·戴维斯 | 提名 | [ 22 ]        |
| 奥斯卡金像奖               | 2021年4月25日  | 最佳服装设计               | 安·罗斯 | 獲獎 | [ 22 ]        |
| 奥斯卡金像奖               | 2021年4月25日  | 最佳化妆与发型设计         | 塞尔吉奥·洛佩兹-里维拉（Sergio Lopez-Rivera）、米娅·尼尔（Mia Neal）和杰米卡·威尔逊（Jamika Wilson）                                                       | 獲獎 | [ 22 ]        |
| 奥斯卡金像奖               | 2021年4月25日  | 最佳艺术指导               | 马克·里克（Marker Ricker）、凯伦·奥哈拉和戴安娜·斯劳顿（Diana Sroughton）                                                                                  | 提名 | [ 22 ]        |
| 女性电影记者联盟           | 2021年1月4日   | 最佳男主角                 | 查德维克·博斯曼 | 獲獎 | [ 23 ]        |
| 女性电影记者联盟           | 2021年1月4日   | 最佳女主角                 | 维奥拉·戴维斯 | 提名 | [ 23 ]        |
| 美国电影学会               | 2021年2月26日  | 年度十佳电影               | 年度十佳电影 | 獲獎 | [ 24 ]        |
| 黑人影评圈                 | 2021年1月21日  | 最佳影片                   | 最佳影片 | 獲獎 | [ 25 ]        |
| 黑人影评圈                 | 2021年1月21日  | 最佳男主角                 | 查德维克·博斯曼 | 獲獎 | [ 25 ]        |
| 黑人影评圈                 | 2021年1月21日  | 最佳女主角                 | 维奥拉·戴维斯 | 獲獎 | [ 25 ]        |
| 黑人影评圈                 | 2021年1月21日  | 最佳改编剧本               | 鲁宾·圣地亚哥-哈德森 | 獲獎 | [ 25 ]        |
| 黑卷轴奖                   | 2021年4月11日  | 杰出电影                   | 《蓝调天后》 | 提名 | [ 26 ]        |
| 黑卷轴奖                   | 2021年4月11日  | 杰出男主角                 | 查德维克·博斯曼 | 獲獎 | [ 26 ]        |
| 黑卷轴奖                   | 2021年4月11日  | 杰出女主角                 | 维奥拉·戴维斯 | 獲獎 | [ 26 ]        |
| 黑卷轴奖                   | 2021年4月11日  | 杰出女配角                 | 科尔曼·多明戈 | 提名 | [ 26 ]        |
| 黑卷轴奖                   | 2021年4月11日  | 杰出剧本                   | 鲁宾·圣地亚哥-哈德森 | 提名 | [ 26 ]        |
| 黑卷轴奖                   | 2021年4月11日  | 杰出群戏                   | 艾薇·考夫曼 | 提名 | [ 26 ]        |
| 黑卷轴奖                   | 2021年4月11日  | 最具突破男演员             | 杜尚·布朗 | 提名 | [ 26 ]        |
| 黑卷轴奖                   | 2021年4月11日  | 杰出剧本处女作             | 鲁宾·圣地亚哥-哈德森 | 提名 | [ 26 ]        |
| 黑卷轴奖                   | 2021年4月11日  | 杰出服装设计               | 安·罗斯 | 提名 | [ 26 ]        |
| 黑卷轴奖                   | 2021年4月11日  | 杰出布景                   | 马克·里克（Mark Ricker） | 提名 | [ 26 ]        |
| 波士頓影評人協會           | 2020年12月13日 | 最佳群戏                   | 《蓝调天后》剧组 | 獲獎 | [ 27 ]        |
| 英国电影学院奖             | 2021年4月11日  | 最佳男主角                 | 查德维克·博斯曼 | 提名 | [ 28 ]        |
| 英国电影学院奖             | 2021年4月11日  | 最佳服装设计               | 安·罗斯 | 獲獎 | [ 28 ]        |
| 英国电影学院奖             | 2021年4月11日  | 最佳化妆与发型设计         | 马蒂基·安诺夫（Matiki Anoff）、拉里·M·切里（Larry M.Cherry）、塞尔吉奥·洛佩兹-里维拉（Sergio Lopez-Rivera）和米娅·尼尔（Mia Neal）                         | 獲獎 | [ 28 ]        |
| 美国选角工会               | 2021年4月15日  | 最佳大制作或独立剧情片选角 | 艾薇·考夫曼、南希·莫塞尔（Nancy Mosser）和斯科蒂·安德森（Scotty Anderson）                                                                                 | 提名 | [ 29 ]        |
| 芝加哥影评人协会           | 2020年12月21日 | 最佳男主角                 | 查德维克·博斯曼 | 獲獎 | [ 30 ] [ 31 ] |
| 芝加哥影评人协会           | 2020年12月21日 | 最佳女主角                 | 维奥拉·戴维斯 | 提名 | [ 30 ] [ 31 ] |
| 芝加哥影评人协会           | 2020年12月21日 | 最佳原创音乐               | 布兰福德·马萨利斯 | 提名 | [ 30 ] [ 31 ] |
| 芝加哥影评人协会           | 2020年12月21日 | 最佳服装设计               | 安·罗斯 | 提名 | [ 30 ] [ 31 ] |
| 服装设计师工会             | 2021年4月13日  | 最佳时代片                 | 安·罗斯 | 獲獎 | [ 32 ]        |
| 评论家选择电影奖           | 2021年3月7日   | 最佳電影                   | 最佳電影 | 提名 | [ 33 ]        |
| 评论家选择电影奖           | 2021年3月7日   | 最佳群戏                   | 《蓝调天后》剧组 | 提名 | [ 33 ]        |
| 评论家选择电影奖           | 2021年3月7日   | 最佳男主角                 | 查德维克·博斯曼 | 獲獎 | [ 33 ]        |
| 评论家选择电影奖           | 2021年3月7日   | 最佳女主角                 | 维奥拉·戴维斯 | 提名 | [ 33 ]        |
| 评论家选择电影奖           | 2021年3月7日   | 最佳改编剧本               | 鲁宾·圣地亚哥-哈德森 | 提名 | [ 33 ]        |
| 评论家选择电影奖           | 2021年3月7日   | 最佳美術指導               | 马克·里克、凯伦·奥哈拉（Karen O'Hara）和戴安娜·斯托顿（Diana Stoughton）                                                                                   | 提名 | [ 33 ]        |
| 评论家选择电影奖           | 2021年3月7日   | 最佳化妝與髮型設計         | 马蒂基·安诺夫、拉里·M·切里、塞尔吉奥·洛佩兹-里维拉、米娅·尼尔、锡安·理查兹（Sian Richards）、迪德拉·迪克森（Deidra Dixon）和杰米卡·威尔逊（Jamika Wilson） | 獲獎 | [ 33 ]        |
| 评论家选择电影奖           | 2021年3月7日   | 最佳服裝設計               | 安·罗斯 | 獲獎 | [ 33 ]        |
| 多利安奖                   | 2021年4月18日  | 年度LGBTQ影片              | 年度LGBTQ影片 | 提名 | [ 34 ]        |
| 多利安奖                   | 2021年4月18日  | 最佳电影男主角             | 查德维克·博斯曼 | 獲獎 | [ 34 ]        |
| 多利安奖                   | 2021年4月18日  | 最佳电影女主角             | 维奥拉·戴维斯 | 提名 | [ 34 ]        |
| 佛罗里达影评人协会         | 2020年12月21日 | 最佳男主角                 | 查德维克·博斯曼 | 提名 | [ 35 ]        |
| 佛罗里达影评人协会         | 2020年12月21日 | 最佳女主角                 | 维奥拉·戴维斯 | 亚军 | [ 35 ]        |
| 佛罗里达影评人协会         | 2020年12月21日 | 最佳改编剧本               | 鲁宾·圣地亚哥-哈德森 | 亚军 | [ 35 ]        |
| 佛罗里达影评人协会         | 2020年12月21日 | 最佳群戏                   | 《蓝调天后》剧组 | 提名 | [ 35 ]        |
| GLAAD媒體獎                | 2021年4月      | 最佳大规模上映影片         | 最佳大规模上映影片 | 提名 | [ 36 ]        |
| 金德比奖                   | 2021年4月      | 最佳男主角                 | 查德维克·博斯曼 | 獲獎 | [ 37 ]        |
| 金德比奖                   | 2021年4月      | 最佳女主角                 | 维奥拉·戴维斯 | 提名 | [ 37 ]        |
| 金德比奖                   | 2021年4月      | 最佳改编剧本               | 鲁宾·圣地亚哥-哈德森 | 提名 | [ 37 ]        |
| 金德比奖                   | 2021年4月      | 最佳群戏                   | 《蓝调天后》剧组 | 提名 | [ 37 ]        |
| 金德比奖                   | 2021年4月      | 最佳布景                   | 马克·里克 | 提名 | [ 37 ]        |
| 金德比奖                   | 2021年4月      | 最佳服装设计               | 安·罗斯 | 獲獎 | [ 37 ]        |
| 金德比奖                   | 2021年4月      | 最佳化妆与发型设计         | 马蒂基·安诺夫、拉里·M·切里、塞尔吉奥·洛佩兹-里维拉和米娅·尼尔                                                                                              | 獲獎 | [ 37 ]        |
| 金德比奖                   | 2021年4月      | 最佳音效                   | 斯基普·列夫赛、保罗·乌姆森（Paul Urmson）和丹恩·朗斯代尔（Dane Lonsdale）                                                                                  | 提名 | [ 37 ]        |
| 金球獎                     | 2021年2月28日  | 最佳戲劇類電影男主角       | 查德维克·博斯曼 | 獲獎 | [ 38 ]        |
| 金球獎                     | 2021年2月28日  | 最佳戲劇類電影女主角       | 维奥拉·戴维斯 | 提名 | [ 38 ]        |
| 哥譚獨立電影獎             | 2021年1月11日  | 最佳男主角                 | 查德维克·博斯曼 | 提名 | [ 39 ]        |
| 好莱坞影评人协会           | 2021年3月5日   | 最佳男主角                 | 查德维克·博斯曼 | 提名 | [ 40 ]        |
| 好莱坞影评人协会           | 2021年3月5日   | 最佳女主角                 | 维奥拉·戴维斯 | 提名 | [ 40 ]        |
| 好莱坞影评人协会           | 2021年3月5日   | 最佳改编剧本               | 鲁宾·圣地亚哥-哈德森 | 提名 | [ 40 ]        |
| 好莱坞影评人协会           | 2021年3月5日   | 最佳布景                   | 马克·里克 | 提名 | [ 40 ]        |
| 好莱坞影评人协会           | 2021年3月5日   | 最佳服装设计               | 安·罗斯 | 提名 | [ 40 ]        |
| 好莱坞影评人协会           | 2021年3月5日   | 最佳群戏                   | 《蓝调天后》剧组 | 提名 | [ 40 ]        |
| 好莱坞影评人协会           | 2021年3月5日   | 最佳化妆与发型设计         | 马蒂基·安诺夫、拉里·M·切里、塞尔吉奥·洛佩兹-里维拉、米娅·尼尔、锡安·理查兹、迪德拉·迪克森和杰米卡·威尔逊                                                   | 獲獎 | [ 40 ]        |
| 獨立精神獎                 | 2021年4月22日  | 最佳影片                   | 最佳影片 | 提名 | [ 3 ]         |
| 獨立精神獎                 | 2021年4月22日  | 最佳男主角                 | 查德维克·博斯曼 | 提名 | [ 3 ]         |
| 獨立精神獎                 | 2021年4月22日  | 最佳女主角                 | 维奥拉·戴维斯 | 提名 | [ 3 ]         |
| 獨立精神獎                 | 2021年4月22日  | 最佳男配角                 | 科尔曼·多明戈 | 提名 | [ 3 ]         |
| 獨立精神獎                 | 2021年4月22日  | 最佳男配角                 | 格林·特曼 | 提名 | [ 3 ]         |
| 拉丁美洲娱乐记者协会       | 2021年3月7日   | 最佳影片                   | 《蓝调天后》 | 提名 | [ 41 ] [ 42 ] |
| 拉丁美洲娱乐记者协会       | 2021年3月7日   | 最佳男主角                 | 查德维克·博斯曼 | 獲獎 | [ 41 ] [ 42 ] |
| 拉丁美洲娱乐记者协会       | 2021年3月7日   | 最佳女主角                 | 维奥拉·戴维斯 | 提名 | [ 41 ] [ 42 ] |
| 拉丁美洲娱乐记者协会       | 2021年3月7日   | 最佳男配角                 | 科尔曼·多明戈 | 提名 | [ 41 ] [ 42 ] |
| 拉丁美洲娱乐记者协会       | 2021年3月7日   | 最佳改编剧本               | 鲁宾·圣地亚哥-哈德森 | 提名 | [ 41 ] [ 42 ] |
| 拉丁美洲娱乐记者协会       | 2021年3月7日   | 最佳布景                   | 马克·里克 | 獲獎 | [ 41 ] [ 42 ] |
| 拉丁美洲娱乐记者协会       | 2021年3月7日   | 最佳化妆与发型设计         | 马蒂基·安诺夫、拉里·M·切里、塞尔吉奥·洛佩兹-里维拉、米娅·尼尔、锡安·理查兹、迪德拉·迪克森和杰米卡·威尔逊                                                   | 獲獎 | [ 41 ] [ 42 ] |
| 拉丁美洲娱乐记者协会       | 2021年3月7日   | 最佳群戏                   | 艾薇·考夫曼 | 提名 | [ 41 ] [ 42 ] |
| 拉丁美洲娱乐记者协会       | 2021年3月7日   | 最佳服装设计               | 安·罗斯 | 提名 | [ 41 ] [ 42 ] |
| 拉丁美洲娱乐记者协会       | 2021年3月7日   | 最佳音效                   | 斯基普·列赛维（Skip Lievsay）、保罗·乌姆森（Paul Urmson）和丹尼·朗斯戴尔（Dane Lonsdale）                                                                  | 提名 | [ 41 ] [ 42 ] |
| 伦敦影评人协会             | 2021年2月7日   | 年度男演员                 | 查德维克·博斯曼 | 獲獎 | [ 43 ] [ 44 ] |
| 伦敦影评人协会             | 2021年2月7日   | 年度女演员                 | 维奥拉·戴维斯 | 提名 | [ 43 ] [ 44 ] |
| 洛杉磯影評人協會           | 2020年12月20日 | 最佳男主角                 | 查德维克·博斯曼 | 獲獎 | [ 45 ]        |
| 洛杉磯影評人協會           | 2020年12月20日 | 最佳女主角                 | 维奥拉·戴维斯 | 亚军 | [ 45 ]        |
| 洛杉磯影評人協會           | 2020年12月20日 | 最佳男配角                 | 格林·特曼 | 獲獎 | [ 45 ]        |
| 有色人种进步协会形象奖     | 2021年3月21日  | 最佳影片                   | 最佳影片 | 提名 | [ 46 ] [ 47 ] |
| 有色人种进步协会形象奖     | 2021年3月21日  | 最佳最佳电影男主角         | 查德维克·博斯曼 | 獲獎 | [ 46 ] [ 47 ] |
| 有色人种进步协会形象奖     | 2021年3月21日  | 最佳最佳电影女主角         | 维奥拉·戴维斯 | 獲獎 | [ 46 ] [ 47 ] |
| 有色人种进步协会形象奖     | 2021年3月21日  | 最佳最佳电影男配角         | 格林·特曼 | 提名 | [ 46 ] [ 47 ] |
| 有色人种进步协会形象奖     | 2021年3月21日  | 最佳最佳电影男配角         | 科尔曼·多明戈 | 提名 | [ 46 ] [ 47 ] |
| 有色人种进步协会形象奖     | 2021年3月21日  | 最佳最佳电影女配角         | 泰勒·佩奇 | 提名 | [ 46 ] [ 47 ] |
| 有色人种进步协会形象奖     | 2021年3月21日  | 最佳电影导演               | 乔治·C·沃尔夫 | 提名 | [ 46 ] [ 47 ] |
| 有色人种进步协会形象奖     | 2021年3月21日  | 最佳原声带/合辑专辑        | 布兰福德·马萨利斯 | 提名 | [ 46 ] [ 47 ] |
| 有色人种进步协会形象奖     | 2021年3月21日  | 最佳电影群戏               | 《蓝调天后》剧组 | 獲獎 | [ 46 ] [ 47 ] |
| 國家影評人協會             | 2021年1月9日   | 最佳男主角                 | 查德维克·博斯曼 | 亚军 | [ 48 ]        |
| 國家影評人協會             | 2021年1月9日   | 最佳女主角                 | 维奥拉·戴维斯 | 亚军 | [ 48 ]        |
| 國家影評人協會             | 2021年1月9日   | 最佳男配角                 | 格林·特曼 | 亚军 | [ 48 ]        |
| 在线影评人协会             | 2021年1月25日  | 最佳男主角                 | 查德维克·博斯曼 | 提名 | [ 49 ]        |
| 在线影评人协会             | 2021年1月25日  | 最佳女主角                 | 维奥拉·戴维斯 | 提名 | [ 49 ]        |
| 棕榈泉国际电影节           | 2021年2月11日  | 棕榈泉女演员成就奖         | 维奥拉·戴维斯 | 獲獎 | [ 50 ]        |
| 费城影评人圈               | 2021年1月17日  | 最佳影片                   | 最佳影片 | 獲獎 | [ 51 ]        |
| 费城影评人圈               | 2021年1月17日  | 最佳女主角                 | 维奥拉·戴维斯 | 獲獎 | [ 51 ]        |
| 费城影评人圈               | 2021年1月17日  | 最佳男主角                 | 查德维克·博斯曼 | 亚军 | [ 51 ]        |
| 费城影评人圈               | 2021年1月17日  | 最佳配乐/原声带            | 布兰福德·马萨利斯 | 亚军 | [ 51 ]        |
| 美国制片人工会奖           | 2021年3月24日  | 最佳院线片                 | 丹泽尔·华盛顿和托德·布莱克 | 提名 | [ 52 ]        |
| 聖地牙哥影評人協會         | 2021年1月11日  | 最佳男主角                 | 查德维克·博斯曼 | 提名 | [ 53 ]        |
| 聖地牙哥影評人協會         | 2021年1月11日  | 最佳女主角                 | 维奥拉·戴维斯 | 提名 | [ 53 ]        |
| 聖地牙哥影評人協會         | 2021年1月11日  | 最佳改编剧本               | 鲁宾·圣地亚哥-哈德森 | 提名 | [ 53 ]        |
| 聖地牙哥影評人協會         | 2021年1月11日  | 最佳服装设计               | 安·罗斯 | 提名 | [ 53 ]        |
| 卫星奖                     | 2021年2月15日  | 最佳剧情片                 | 最佳剧情片 | 提名 | [ 54 ]        |
| 卫星奖                     | 2021年2月15日  | 最佳剧情片男主角           | 查德维克·博斯曼 | 提名 | [ 54 ]        |
| 卫星奖                     | 2021年2月15日  | 最佳剧情片女主角           | 维奥拉·戴维斯 | 提名 | [ 54 ]        |
| 卫星奖                     | 2021年2月15日  | 最佳改编剧本               | 鲁宾·圣地亚哥-哈德森 | 提名 | [ 54 ]        |
| 卫星奖                     | 2021年2月15日  | 最佳服装设计               | 安·罗斯 | 提名 | [ 54 ]        |
| 美國演員工會獎             | 2021年4月4日   | 最佳剧组                   | 查德维克·博斯曼、乔尼·科恩、维奥拉·戴维斯、科尔曼·多明戈、迈克尔·波兹和格林·特曼                                                                           | 提名 | [ 55 ]        |
| 美國演員工會獎             | 2021年4月4日   | 最佳男主角                 | 查德维克·博斯曼 | 獲獎 | [ 55 ]        |
| 美國演員工會獎             | 2021年4月4日   | 最佳女主角                 | 维奥拉·戴维斯 | 獲獎 | [ 55 ]        |
| 西雅图影评人协会           | 2021年2月15日  | 最佳男主角                 | 查德维克·博斯曼 | 提名 | [ 56 ]        |
| 西雅图影评人协会           | 2021年2月15日  | 最佳女主角                 | 维奥拉·戴维斯 | 提名 | [ 56 ]        |
| 西雅图影评人协会           | 2021年2月15日  | 最佳群戏                   | 艾薇·考夫曼 | 提名 | [ 56 ]        |
| 西雅图影评人协会           | 2021年2月15日  | 最佳服装设计               | 安·罗斯 | 獲獎 | [ 56 ]        |
| 圣路易斯影评人协会         | 2021年1月17日  | 最佳男主角                 | 查德维克·博斯曼 | 獲獎 | [ 57 ]        |
| 圣路易斯影评人协会         | 2021年1月17日  | 最佳女主角                 | 维奥拉·戴维斯 | 提名 | [ 57 ]        |
| 圣路易斯影评人协会         | 2021年1月17日  | 最佳改编剧本               | 鲁宾·圣地亚哥-哈德森 | 提名 | [ 57 ]        |
| 圣路易斯影评人协会         | 2021年1月17日  | 最佳布景                   | 马克·里克 | 提名 | [ 57 ]        |
| 多伦多影评人协会           | 2021年2月7日   | 最佳男主角                 | 查德维克·博斯曼 | 亚军 | [ 58 ]        |
| 多伦多影评人协会           | 2021年2月7日   | 最佳女主角                 | 维奥拉·戴维斯 | 亚军 | [ 58 ]        |
| 美国编剧工会奖             | 2021年3月21日  | 最佳改编剧本               | 鲁宾·圣地亚哥-哈德森 | 提名 | [ 59 ]        |